# كلاي بوتشولز
كلاي بوتشولز (بالإنجليزية: Clay Buchholz) هو لاعب كرة قاعدة أمريكي، ولد في 14 أغسطس 1984 في نيدرلاند في الولايات المتحدة.

## وصلات خارجية
- كلاي بوتشولز على موقع دوري كرة القاعدة الرئيسي (الإنجليزية)
- كلاي بوتشولز على موقعبيزبول رفرنس.كوم (الدوري الرئيسي) (الإنجليزية)
- كلاي بوتشولز على موقعبيزبول رفرنس.كوم (الدوري الثانوي) (الإنجليزية)
- كلاي بوتشولز على موقع إي إس بي إن.كوم (أم.أل.بي) (الإنجليزية)
- كلاي بوتشولز على موقع مشجعي الرسوم البيانية (الإنجليزية)
- كلاي بوتشولز على موقع إن إن دي بي (الإنجليزية)